# SN 2003el
SN 2003el – supernowa typu Ic odkryta 22 maja 2003 roku w galaktyce NGC 5000. W momencie odkrycia miała maksymalną jasność 18,80m.